# Chinapa
Chinapa (del idioma ópata Chinopa: "Lugar de cascalotes") es un pueblo del Municipio de Arizpe ubicado en la región centro-norte del el estado mexicano de Sonora, en la zona de la Sierra Madre Occidental y cerca del curso del río Sonora. El pueblo es la cuarta localidad más poblada del municipio, ya que según los datos del Censo de Población y Vivienda realizado en 2020 por el Instituto Nacional de Estadística y Geografía (INEGI), Chinapa cuenta con 139 habitantes. Se encuentra situado sobre la carretera estatal 89 a 21.4 km al noreste de Arizpe, cabecera del municipio, y a 234 km al noreste de Hermosillo, la capital estatal. También, la localidad tiene la categoría de comisaría municipal. Fue fundado como pueblo de visita de la misión de Arizpe en 1648 bajo el nombre de San José de Chinapa,
El significado del nombre de Chinapa proviene de la palabra de la lengua indígena ópata Chinopa que se interpreta como: "Lugar de cascalotes", de la raíces Chino que significa cascalote (refiriéndose a la planta), y Pa que significa "lugar" o "en lugar".

## Geografía
Véase también: Geografía del Municipio de Arizpe
El pueblo se localiza bajo las coordenadas geográficas 30°26′15″ de latitud norte y 110°02'00" de longitud oeste del meridiano de Greenwich a una elevación media de 931 metros sobre el nivel del mar. Tiene una superficie habitada de 0.31 kilómetros cuadrados.

## Gobierno
Véase también: Gobierno del Municipio de Arizpe
Chinapa es una de las 72 localidades en las que se conforma el municipio de Arizpe y su sede de gobierno municipal se encuentra en la ciudad de Arizpe, la cual es la cabecera del municipio. El pueblo tiene la categoría de comisaría municipal, lo cual le permite tener a un residente con la función de comisario.

## Personas destacadas
- Tomás Escalante (1746-1848), político, gobernador de Sonora de 1831 a 1832.[6]

## Monumentos y edificios históricos
- Capilla de Nuestra Señora de Guadalupe, construida en 1642 como la Misión de San José.[7]
- Salón ejidal, inaugurado en el siglo XX como la primera escuela de la localidad.[8]
- La Plaza pública, establecida en el siglo XIX.[9]